# 西日本鉄道壱岐自動車営業所
壱岐自動車営業所（いきじどうしゃえいぎょうしょ）は、西日本鉄道のバス営業所の一つで、主に福岡市都心部と早良区西部・西区を結ぶ路線を担当する。営業所表記は○壱。西営業課の主幹営業所である。

## 沿革
- 1976年（昭和51年）11月21日 - 開設。
- 2000年（平成12年）7月1日 - 営業所内に二日市交通（現・西鉄バス二日市）福岡西支社を併設。
- 2002年（平成14年）10月1日 - 西鉄バス二日市福岡西支社を廃止。担当路線はすべて壱岐営業所に再移管。

## 管轄路線
- 2025年3月15日現在の路線（太字は終点・始発停留所）

### 姪浜フィーダー線
（1番と1-5のみ早良自動車営業所金武車庫との共同運行）
- ■□■ 1（医療センター発 藤崎行は■306）
  - 金武車庫 - 壱岐丘中学校 - （ - 橋本駅 - ） - （ - 野方 - ） - 橋本 - 壱岐農協前 - 新室見 - 姪浜駅南口 - 藤崎 - 福岡タワー南口 - 医師会館・ソフトリサーチパーク前 - 九州医療センター
  - 三陽高校 - 野方 - 橋本 - 壱岐農協前 - 新室見 - 姪浜駅南口

- ■□ 1-4
  - 野方 - 西体育館前 - 大町団地口 - 都橋 - 姪浜駅南口
  - （1-6との連続運行） - 野方 - 橋本駅 - 西体育館前 - 大町団地口 - 都橋 - 姪浜駅南口

- ■□■ 1-5
  - 野方 - 拾六町団地 - 中村 - 新室見 - 姪浜駅南口 - 藤崎 - 福岡タワー南口 - 医師会館・ソフトリサーチパーク前 - 九州医療センター

- ■□ 1-6
  - （1-4との連続運行） - 野方 - 生松台 - ウエストヒルズ - 宮の前団地 - 中村 - 大町団地口 - 姪浜駅南口
- ■□ 1-7
  - 三陽高校前 - 生の松原団地 - 下山門団地 - 中村 - 車両基地前 - 姪浜駅南口

三陽高校前 - 生の松原団地 - 下山門団地 - 生の松原サンハイツ間は、2006年に廃止になった昭和自動車の下山門線を引き継いだものである。

### 金武線
ここでは当営業所が担当する系統のみを記載する。そのほかの系統については早良自動車営業所金武車庫の頁を参照されたい。
- ■ 2-3（野方・室住団地←藤崎・天神）／■2（野方・室住団地・四箇田団地→藤崎・天神）
  - 野方 - 橋本 - 室住団地 - 小田部一丁目 - 原 - 弥生二丁目 - 藤崎 - 西新 - 法務局前 - 天神
  - 四箇田団地→次郎丸→原→弥生二丁目→藤崎→西新→法務局前→天神

天神を発着とし、昭和通・原経由で室住団地・野方に至る路線。主に平日朝夕の時間帯に野方まで行かない室住団地行きが設定され、折り返し藤崎、天神行きとなる便がある。
なお、室住団地～藤崎間を運行する原北中学校前・室見団地・南庄経由の8番系統については、百道浜営業所と金武営業所による共同運行である。

### 室住線
- ■■ 202／8（六本松→博多駅間）
  - 原北中学校前 - 室見団地 - 小田部一丁目 - 原 - 荒江四角 - 六本松 - 警固町 - 天神 - キャナルシティ博多前 - 祇園町 - 博多駅

- ■■ 203／8（六本松→博多駅間）
  - 野方 - 橋本 - 室住団地 - 小田部一丁目 - 原 - 荒江四角 - 六本松 - 警固町 - 天神 - キャナルシティ博多前 - 祇園町 - 博多駅
  - 野方→橋本→室住団地 - 小田部一丁目 - 原 - 荒江四角 - 六本松 - 警固町 - 天神 - (503番へと連続運行)

野方から室住団地を経由し、国体道路を走る路線。原北中学校前始発は室住団地を経由しない。主に平日朝夕の時間帯に、博多駅・天神方面から203・503番室住団地行き→折り返し203番博多駅行きとなる運用が存在する。
- ■■ 特快203／快速8（六本松→博多駅間）（特快区間　小田部一丁目 - 博多駅）
  - 野方 - 橋本 - 室住団地 - 小田部一丁目 - 原 - 荒江四角 - 六本松 - 警固町 - 天神 - キャナルシティ博多前 - 祇園町 - 博多駅

- ■■ 503／68（那の津口→博多駅間）
  - 野方 - 橋本 - 室住団地 - 原北中学校前 - 室見団地 - 南庄 - 愛宕一丁目（都市高速下） - （愛宕RP - 都市高速 - 天神北RP） - 天神 - キャナルシティ博多前 - 祇園町 - 博多駅
  - 野方 - 橋本 - 室住団地 - 原北中学校前 - 室見団地 - 南庄 - 愛宕一丁目（都市高速下） - （愛宕RP - 都市高速 - 天神北RP） - 天神 - （203番へと連続運行）

野方から室住団地を経由し、早良区西部の小田部・南庄を通り西区の愛宕RPから都市高速を使う路線。2022年3月のダイヤ改正で、平日朝の時間帯に博多駅・天神方面から203番室住団地行き→折り返し503番博多駅行きとなる運用が設定された。
- ■■ 312
  - 藤崎 - 福岡タワー南口 - （百道RP - 都市高速 - 呉服町RP） - 呉服町 - 祇園町 - 博多駅

### 福重（都市高速）線
いずれも天神・博多駅と野方を結ぶ系統だが、経路によって行先番号が異なる。
- ■■ 204／W3（天神→那の津四丁目間）
  - 三陽高校前 - 野方 - 橋本 - 壱岐農協前 - 小田部一丁目 - 原 - 荒江四角 - 六本松 - 警固町 - 天神 - 那の津四丁目
  - 三陽高校前 - 野方 - 橋本 - 壱岐農協前 - 小田部一丁目 - 原 - 荒江四角 - 六本松 - 警固町 - 天神 - （504番・505番と連続運行）

- ■■ 204／■200（荒江四角→天神間）→■W1（天神→藤崎間）
  - 野方→橋本→壱岐農協前→小田部一丁目→原→荒江四角→六本松→警固町→天神→（天神北RP→都市高速→西公園RP）→みずほPayPayドーム→九州医療センター→医師会館・ソフトリサーチパーク前→福岡タワー南口→藤崎
  - 野方←橋本←壱岐農協前←小田部一丁目←原←荒江四角←六本松←警固町←天神←（天神北RP←都市高速←西公園RP）←みずほPayPayドーム←九州医療センター←医師会館・ソフトリサーチパーク前←福岡タワー(TNC放送会館)

- ■ 302（福岡タワー→百道ランプ口間）／■ 204（那の津口→野方間）
  - 福岡タワー(TNC放送会館)→医師会館・ソフトリサーチパーク前→（百道RP→都市高速→天神北RP）→天神→警固町→六本松→荒江四角→原→小田部一丁目→壱岐農協前→橋本→野方

- ■ 快速204（快速区間　荒江四角→天神）
  - 野方→橋本→壱岐農協前→小田部一丁目→原→荒江四角→六本松→警固町→天神→（504・505ヘと連続運行）

- ■■ 205／W3（天神→那の津四丁目間）／8（天神→博多駅間）
  - 野方 - 拾六町団地 - 中村 - 壱岐農協前 - 小田部一丁目 - 原 - 荒江四角 - 六本松 - 警固町 - 天神 - 那の津四丁目
  - 野方 - 拾六町団地 - 中村 - 壱岐農協前 - 小田部一丁目 - 原 - 荒江四角 - 六本松 - 警固町 - 天神 - キャナルシティ博多前 - 祇園町 - 博多駅

- ■■ 206／W3（天神→那の津四丁目間）
  - 野方 - 福岡西陵高校前 - 三陽高校前 - 宮の前団地 - 壱岐農協前 - 小田部一丁目 - 原 - 荒江四角 - 六本松 - 警固町 - 天神 - 那の津四丁目
  - 野方 - 福岡西陵高校前 - 宮の前団地 - 壱岐農協前 - 小田部一丁目 - 原 - 荒江四角 - 六本松 - 警固町 - 天神 - （504番・505番と連続運行（504のみ片側のみ））

- ■ エコルライナー／206（快速区間　天神→荒江四角）
  - （505番から）→天神→警固町→六本松→荒江四角→原→小田部一丁目→壱岐農協前→宮の前団地→福岡西陵高校前

- ■208
  - 野方←木の葉モール橋本前←原←荒江四角←六本松←警固町←天神←（504番からの連続運行）

- ■ 504／68（那の津口→博多駅間）
  - 野方 - 橋本 - 壱岐農協前 - 新室見 - （姪浜RP - 都市高速 - 天神北RP） - 天神 - （204・206・208番との連続運行（206・208番のみ片側のみ））
  - 野方 - 橋本 - 壱岐農協前 - 新室見 - （姪浜RP - 都市高速 - 天神北RP） - 天神 - キャナルシティ博多前 - 祇園町 - 博多駅

- ■ 505／68（那の津口→博多駅間）
  - 野方 - 拾六町団地 - 中村 - 新室見 - （姪浜RP - 都市高速 - 天神北RP） - 天神 - （204・205・206番との連続運行）
  - 野方 - 拾六町団地 - 中村 - 新室見 - （姪浜RP - 都市高速 - 天神北RP） - 天神 - キャナルシティ博多前 - 祇園町 - 博多駅

- ■ 525／68（那の津口→博多駅間）
  - 野方 - 拾六町団地 - 中村 - 新室見 - 姪浜駅南口 - 愛宕一丁目 - 愛宕一丁目（都市高速下） - （愛宕RP - 都市高速 - 天神北RP） - 天神 - キャナルシティ博多前 - 祇園町 - 博多駅

- ■■ 306
  - 藤崎 - 福岡タワー南口 - 医師会館・ソフトリサーチパーク前 - 九州医療センター - みずほPayPayドーム - (西公園RP - 都市高速 - 呉服町RP)  - 呉服町 - 祇園町 - 博多駅

当営業所は歯科大病院・金武車庫方面は担当せず藤崎発着便のみ。
他営業所では金武線として受け持つが当営業所は野方(都市高速)博多線・福重(都市高速)線の間合い運用となる。

### 野方（都市高速）博多線
- ■■ 214
  - 野方 - 橋本 - 壱岐農協前 - 小田部一丁目 - 原 - 荒江四角 - 六本松 - 桜坂 - 薬院大通り - 薬院駅前 - 渡辺通一丁目 - 住吉 - 博多駅

- ■ 214 エコルライナー（急行区間　博多駅→原）
  - 博多駅→渡辺通一丁目→薬院駅前→六本松→荒江四角→原→小田部一丁目→壱岐農協前→橋本→野方

朝一部の便は室住線間合いで運行。
- ■ 快速105（快速区間　荒江四角→住吉）
  - 姪浜駅南口→新室見→小田部一丁目→原→荒江四角→六本松→薬院大通り→薬院駅前→渡辺通一丁目→住吉→博多駅

- ■■ K 急行
  - 九大伊都キャンパス（九大総合グラウンド） - 西警察署前 - 宮の前団地 - （福重/石丸RP - 都市高速 - 天神北RP） - 天神 - 渡辺通一丁目 - 博多駅

- ■■ K 急行エコルライナー
  - 九大伊都キャンパス（九大総合グラウンド） - 西警察署前 - 今宿RP - 西九州道福岡前原道路 - 都市高速 - 天神北RP - 天神 - 渡辺通一丁目 - 博多駅

- ■■ 506／68（那の津口→博多駅間）
  - 野方 - 生松台 - ウエストヒルズ - 宮の前団地 - 中村 - 大町団地口 - 愛宕一丁目（都市高速下） - （愛宕RP - 都市高速 - 天神北RP） - 天神 - キャナルシティ博多前 - 祇園町 - 博多駅

- ■■ 526／68（那の津口→博多駅間）
  - 野方 - 生松台 - ウエストヒルズ - 宮の前団地 - 中村 - 大町団地口 - 姪浜駅南口 - 愛宕一丁目 - 愛宕一丁目（都市高速下）（愛宕RP - 都市高速 - 天神北RP） - 天神 - キャナルシティ博多前 - 祇園町 - 博多駅

- ■■ 204／8（六本松→博多駅間）
  - '野方 - 橋本 - 壱岐農協前 - 小田部一丁目 - 原 - 荒江四角 - 六本松 - 警固町 - 天神 - キャナルシティ博多前 - 祇園町 - 博多駅

- ■■ 305（■W1（福岡タワー←渡辺通一丁目）／■5（那の津口→博多駅間））
  - 福岡タワー（TNC放送会館前） - 医師会館・ソフトリサーチパーク前 - 九州医療センター - みずほPayPayドーム - （西公園RP - 都市高速 - 天神北RP） - 天神 - 渡辺通一丁目 - 住吉 - 博多駅

- ■■ 306
  - 藤崎 - 福岡タワー南口 - 医師会館・ソフトリサーチパーク前 - 九州医療センター - みずほPayPayドーム - (西公園RP - 都市高速 - 呉服町RP)  - 呉服町 - 祇園町 - 博多駅

当営業所は歯科大病院・金武車庫方面は担当せず藤崎発着便のみ。
他営業所では金武線として受け持つが当営業所は野方(都市高速)博多線・福重(都市高速)線の間合い運用となる。
- ■ 307（博多駅→住吉間）／■W2（渡辺通り→藤崎間）
  - 博多駅→住吉→渡辺通一丁目→天神→（天神北RP→都市高速→百道RP）→医師会館・ソフトリサーチパーク前→福岡タワー南口→藤崎

- ■ 302（福岡タワー→百道ランプ口間）／■5（那の津口→博多駅間）
  - 福岡タワー（TNC放送会館）→医師会館・ソフトリサーチパーク前→（百道RP→都市高速→天神北RP）→天神→渡辺通一丁目→住吉→博多駅

- ■ 直行（博多駅→医師会館・ソフトリサーチパーク前間）／■2（博物館北口→四箇田団地間）
  - 博多駅→ （呉服町RP→都市高速→百道RP） →医師会館・ソフトリサーチパーク前→福岡タワー南口→藤崎→弥生二丁目→原→次郎丸→四箇田団地

### 昭代 - 天神線
- ■■ 7／W3（天神→那の津四丁目間）
  - 姪浜駅南口 - 愛宕一丁目 - 室見五丁目 - 弥生二丁目 - 昭代一丁目 - 城南区役所北口 - 六本松 - 警固町 - 天神 - 那の津四丁目

2023年10月のダイヤ改正から愛宕浜営業所と共管で平日のみ担当。

### 壱岐南のるーと

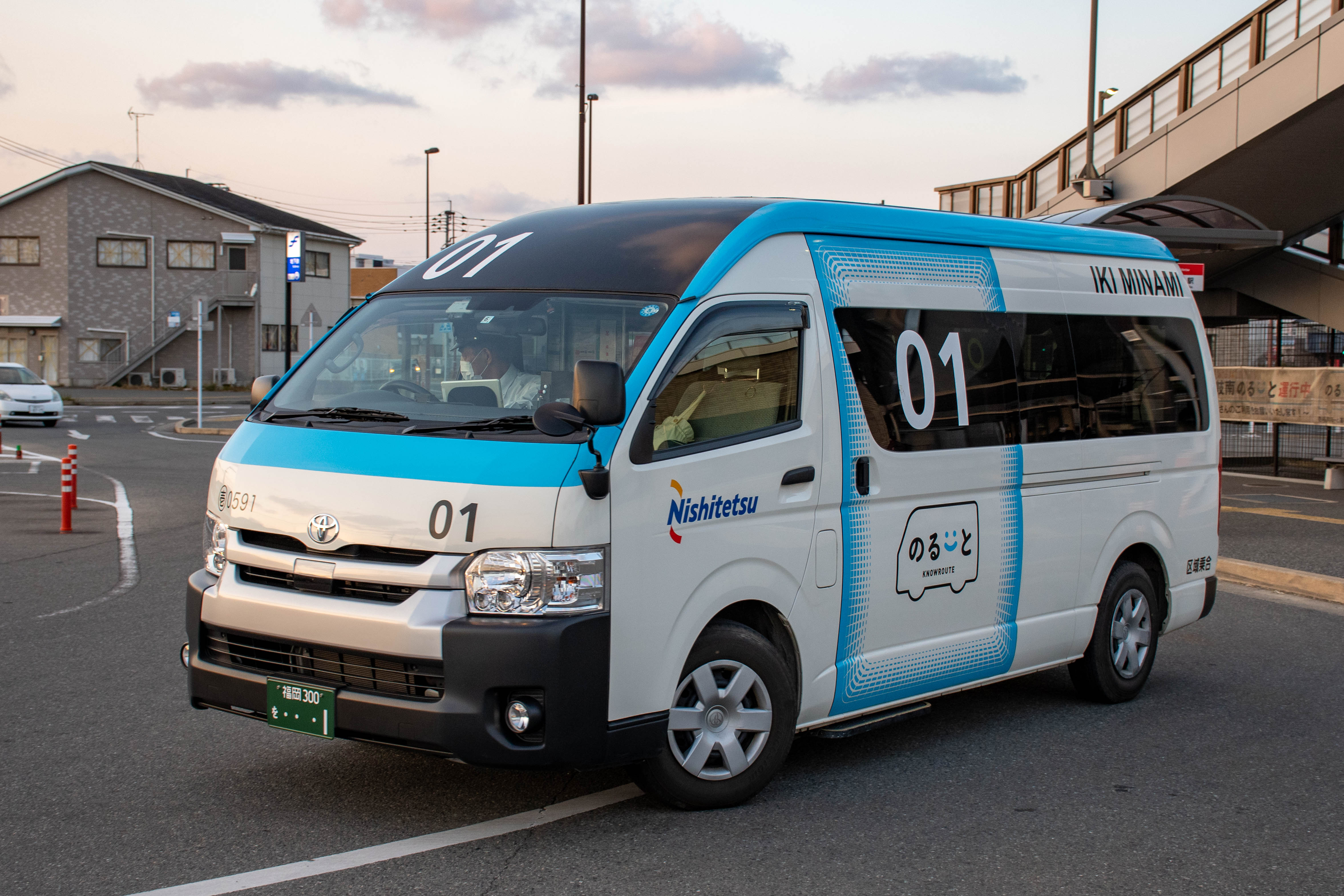
「のるーと」塗装のワンボックス車（トヨタ・ハイエース）

橋本駅周辺の住宅地を周回するデマンドバス。2020年まで運行されていた橋本駅循環ミニバスを引き継いだものである。道路運送法施行規則第3条の3第3号による区域運行を行っており、ダイヤ・ルートは固定されていないが、ミーティングポイント（乗降場所）は橋本駅循環ミニバスのバス停を継承し、さらに福岡トヨタ次郎丸店を追加している。（橋本駅 - 福岡トヨタ次郎丸店のみの利用は不可）
定員8名のワンボックス車で運行されている。

## 過去の路線

### 市内貫線
- ■□快速4
  - 野方 → 姪浜駅 → (昭和通) → 天神 → 蔵本 → 博多駅

### 鳥飼線
- ■□91
  - 野方 - 原 - 西新駅 - 六本松 - 天神
  - 西高下 - 原往還 - 原 - 西新駅 - 六本松 - 天神
  - 藤崎 - 西新駅 - 六本松 - 天神

### 荒江線
- ■□92
  - 野方 - 原 - 六本松 - (昭和通) - 天神
  - 西高下 - 原往還 - 原 - 六本松 - (昭和通) - 天神

### 姪浜フィーダー線
- ■■ 97
  - 姪浜駅南口 - 車両基地前 - 下山門 - 中村 - 拾六町団地 - 野方
- ■■ 1-2
  - 姪浜駅南口 - 新室見 - 福重 - 通町 - つつじ丘団地 - 宮の前団地 - 生の松原団地南 - ウエストヒルズ北 - 生松台二丁目 - 野方台 - 野方 - 橋本駅 - 野方

### 壱岐（急行）博多駅線
- ■□103急行
  - 野方 - 室住団地 - 原 - 六本松 - 渡辺通四丁目 - 祇園町 - 博多駅 - 福岡空港

### 城の原姪浜駅線
- ■■1-7
  - 三陽高校 - 城の原 - 下山門駅 - 姪浜駅

### 周船寺急行線
- 急行
  - 周船寺農村センター - 今宿下青木 - 福重 - 原 - 荒江四角 - 別府二丁目 - 六本松 - 動物園入口 - 薬院駅前 - 渡辺通一丁目 - 博多駅（博多駅交通センター3階）
  - 筑前高校前 - 今宿下青木 - 福重 - 原 - 荒江四角 - 別府二丁目 - 六本松 - 動物園入口 - 薬院駅前 - 渡辺通一丁目 - 博多駅（博多駅交通センター3階）

昭和自動車との共同運行。

### 金武線
- ■2-3（室住団地方面）■2（藤崎方面）
  - 博多駅地区（博多バスターミナル→/博多駅三井ビル前←） - 祇園町 - 呉服町 - 蔵本 - 中洲 - （2-3番:現行路線 天神 - 野方）
  - （博多駅発着 （天神四丁目←天神日銀前/天神郵便局前） - 天神三丁目・天神発着 天神三丁目（→天神北））

### 福重(都市高速)線
■ 204（野方→六本松間）／■ K （六本松→九大総合グラウンド間。天神から急行）
- 野方 → 生松台 → 野方 → 橋本 → 壱岐農協前 → 小田部五丁目 → 原 → 荒江四角 → 六本松 → 警固町 → 天神 → （天神北RP → 都市高速 → 福重RP） → 宮の前団地 → 西警察署前 → 九大伊都キャンパス（九大総合グラウンド）

- ■■ 204／■200（荒江四角→天神間）→■W1（天神→福岡タワー(TNC放送会館)・藤崎間）
  - 壱岐丘中学校→（20\番:現行路線 野方→藤崎）
  - 壱岐丘中学校→（20\番:現行路線 野方→医師会館・ソフトリサーチパーク前）→福岡タワー(TNC放送会館)
  - 野方 - 生松台 - （204番:現行路線 野方 - 那の津四丁目）
  - 野方 - 生松台 - （204番:現行路線 野方 - 天神 - （504番・505番・525番へ））

- ■■ 205（野方 - 六本松←天神北間）／ Kエコルライナー（六本松→天神北 - 九大総合グラウンド間）
- 野方 - 拾六町団地 - 壱岐農協前 - 原 - 六本松 - （国体道路） - 天神 - 天神北RP - 都市高速 - 西九州道福岡前原道路 - 今宿RP - 西警察署前 - 九大伊都キャンパス（九大総合グラウンド）

令和3年のダイヤ改正で廃止された。
- ■■ 208／W3（天神→那の津四丁目間）
  - （208番:現行路線 野方 - 天神） - 浜の町病院入口 - 那の津四丁目
  - （208番:現行路線 野方 - 天神）→（504番・505番・525番へ）

- ■ 504
  - 野方 - 生松台 - （504番:現行路線 野方 - 天神 - （204番・205番・206・208番へ））

- ■ 505
  - 壱岐丘中学校 - （505番:現行路線 野方天満宮前 - 天神 - （204・205・206・208番ヘ））

- ■ 525
  - （525番:現行路線 野方 - 天神） - （204・205・206・208番ヘ）

### 室住線
- ■■ 203
  - 野方←（203番:現行路線 室住団地 - (503番へ)）

### 野方(都市高速)博多線
- ■■ 507／68（那の津口→博多駅間）
  - 野方 - 三陽高校 - 生の松原団地 - 下山門団地 - 城の原団地 - 中村 - 下山門 - 姪浜駅南口 - （愛宕RP - 都市高速 - 天神北RP） - 天神大丸前 - キャナルシティ博多前 - 博多駅

2014年4月1日ダイヤ改正で、野方まで延伸されたが、2017年3月25日で再び全便三陽高校発着となったが、2022年3月19日ダイヤ改正で、全区間が廃止となった。それに伴い、終日三陽高校～姪浜駅間の1-7番に振り替えられた。
- ■ 514
  - 野方 - 野方西団地 - 生松台 - 野方 - 橋本 - 壱岐農協前 - 新室見 - （姪浜RP - 都市高速 - 呉服町RP） - 呉服町 - 祇園町 - 博多駅
- ■ 515
  - 野方 - 拾六町団地 - 中村 - 新室見 - （姪浜RP - 都市高速 - 呉服町RP） - 呉服町 - 祇園町 - 博多駅

2025年3月16日ダイヤ改正で、全区間が廃止。

### 橋本駅循環バス（社会実験）・橋本駅循環ミニバス

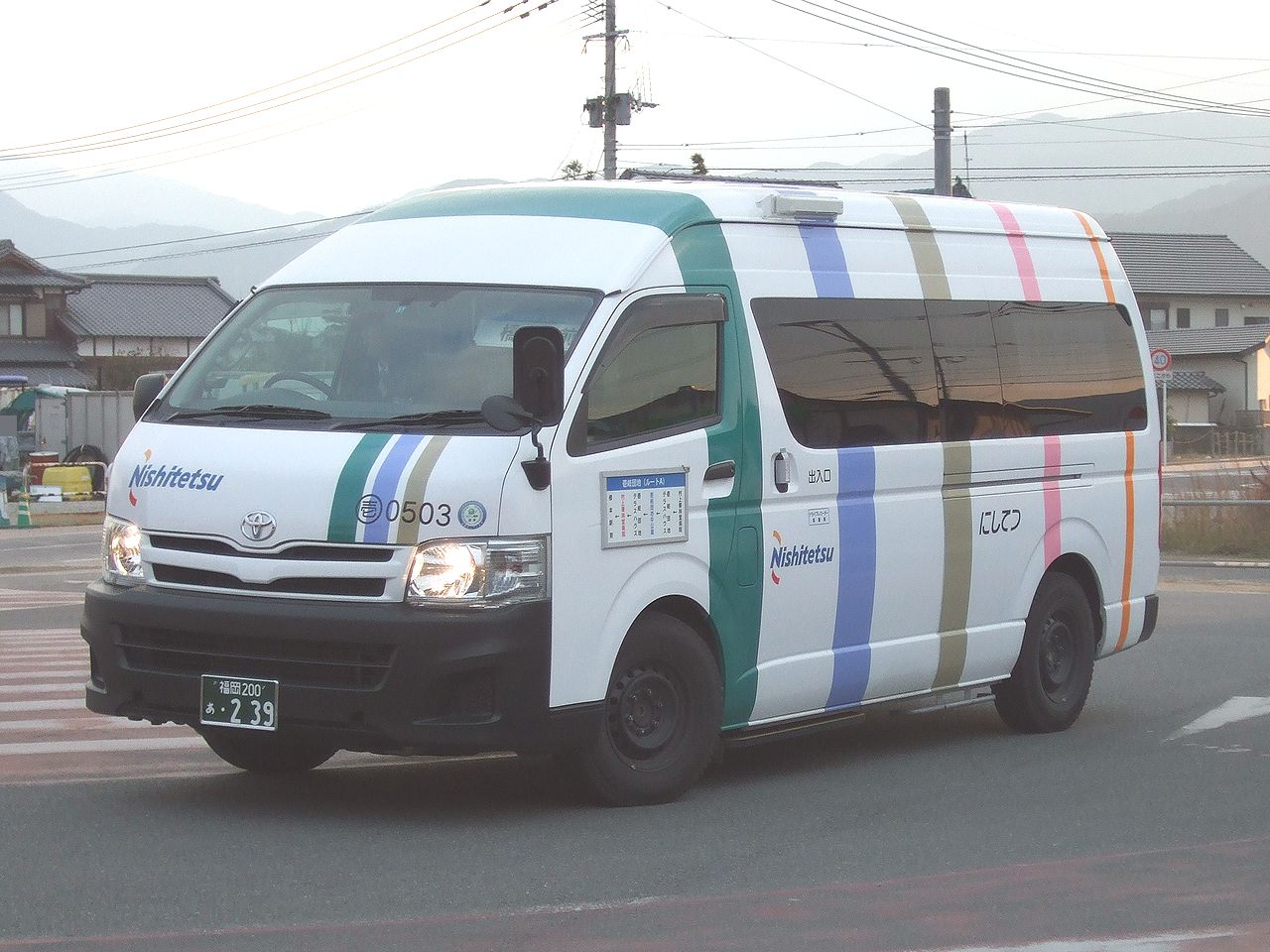
橋本駅循環バス

橋本駅周辺の住宅地を循環する路線。

## 備考
- 福岡地区での若い運転士を育てる営業所の一つとして指定されている。なお、ここ壱岐営業所に配属された新人は、先ずは姪浜フィーダー線、次に金武線というように走らせた後に都市高速を使う路線を走らせている。

## 車両
- 路線車

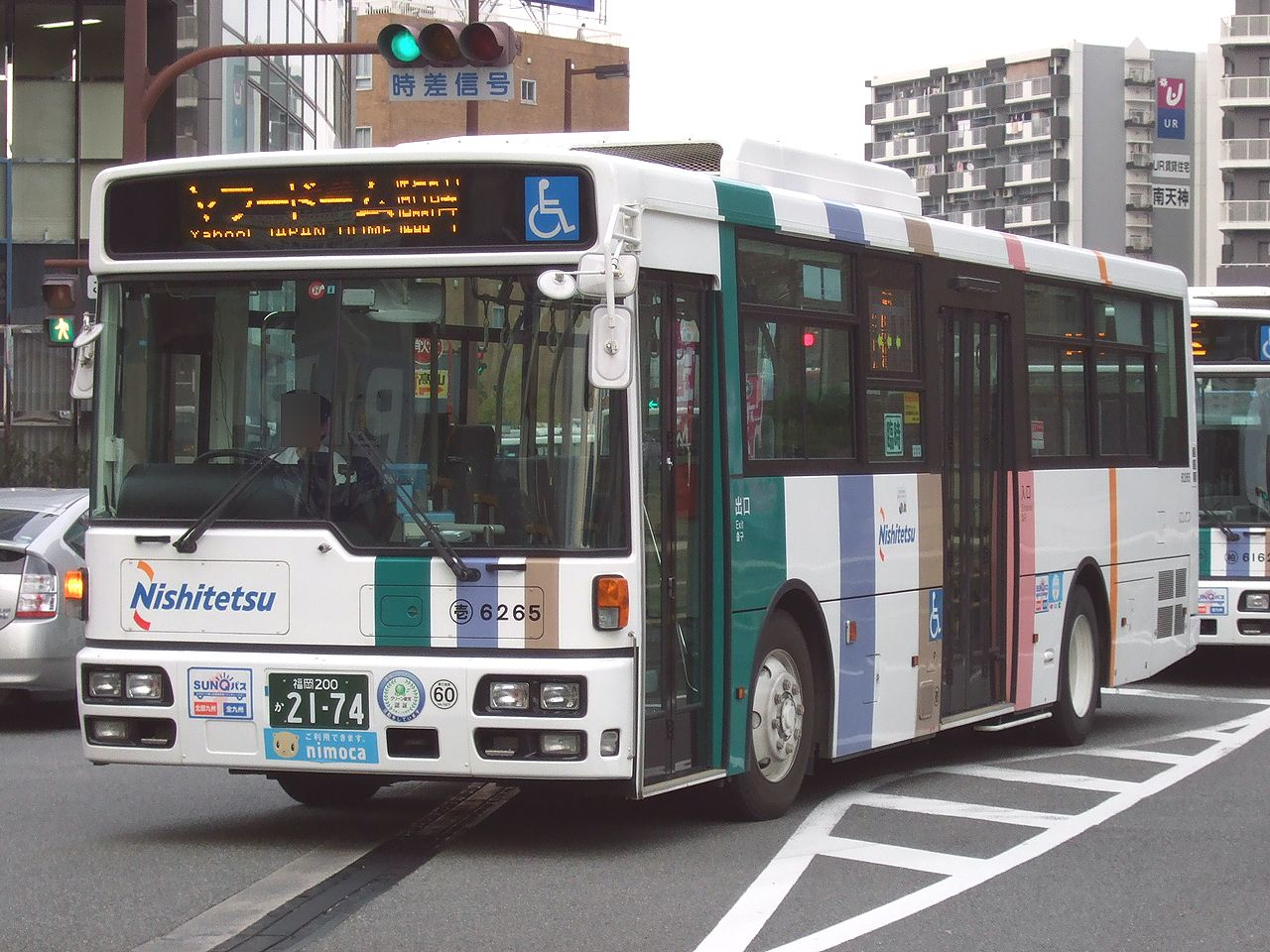
6265

  - 大型車はUDと日野、さらに2012年にはいすゞ車も久々に配置された。尿素SCR採用の路線車が最初に導入された営業所である。なお、2010年8月をもってバス生産を終了した西日本車体工業の最終出荷車両である6265号車（日産ディーゼル・スペースランナーRA）が当営業所に配属された。当営業所は都市高速路線が多いため、強力かつ静粛なエンジンを搭載した同車種が大量に配置されている。2011年末に日野純正のブルーリボンIIが5台配属され、2012年初冬に追加で日野ブルーリボンIIを5台配属。春には当営業所に初めていすゞ純正のエルガが4台配属された。2014年春には当営業所初のノンステップバス（日野純正ブルーリボンII）が配置された。その後は日野ブルーリボン・いすゞエルガが配置されている。
- 中型車は現在配置なし。
  - 2006年の1-7番試験運行開始時に日産ディーゼル製が転入、いすゞの新車が導入されたが運行中止とともに転出し配置は無くなった。
- 小型車は現在、壱岐南のるーと用にハイエースが配置されている。
  - 過去には橋本駅循環バスが試行運行されていた際に、三菱・ローザとトヨタ・ハイエースが配置されていた。

- 貸切車
  - 現在、貸切専属車は配置されていない。
  - 貸切登録車として、一般路線で使用されている日産ディーゼルスペースランナーUA（車番5847）がいる。
  - 過去には、近隣の貸切輸送用に、宇美営業所よりいすゞガーラHD(QTG-RU)が転属し、配置されていたが、2021年に西鉄観光バス福岡支社に転属。小型の日野純正Rainbowが配置されていたこともある。